# Joladarasi, Bellary
Joladarasi là một làng thuộc tehsil Bellary, huyện Bellary, bang Karnataka, Ấn Độ.